# 2008年夏季奥林匹克运动会东帝汶代表团
東帝汶代表團參加了自2008年8月8日至24日在中華人民共和國北京市舉行的第29屆夏季奧林匹克運動會；這是東帝汶自2004年首次參加夏季奧運會以來，第二次在夏季奧運會亮相。代表團團員包括馬拉松選手奧古斯托·拉莫斯·蘇亞雷斯和瑪麗安娜·迪亞斯·西梅內斯；由於該國沒有運動員符合田徑項目的參賽標準（「A」標準和「B」標準），所以他們都要憑着外卡邀請獲得參賽資格。代表團安排了西梅內斯擔任開幕禮的旗手。兩名參賽選手結果都不能完成賽事，當中蘇亞雷斯甚至沒有開始比賽過。

## 背景
自東帝汶於2004年在希臘雅典首次參加夏季奧運會開始，至2008年北京奧運會為止，東帝汶一共參加過兩屆夏季奧運會。遴選2位憑外卡參加奧運會的運動員的工作由東帝汶國家奧林匹克委員會（奧委會）負責。一般而言，一個國家的奧委會最多可以派出3名選手參加一個個人項目，條件是他們都必須符合這個項目的「A」標準；如果這些參賽選手符合的是「B」標準，那麼該國奧委會就只能派出1名選手競逐這項賽事。然而，由於東帝汶沒有運動員符合這兩種參賽標準，所以東帝汶奧委會便可以選出2名運動員（男女各1名）以外卡身份參賽。最後獲選參加北京奧運會的運動員是參加男子馬拉松比賽的奧古斯托·拉莫斯·蘇亞雷斯和參加女子馬拉松比賽的瑪麗安娜·迪亞斯·西梅內斯。西梅內斯是開幕禮的持旗手。

## 運動員
第一次參加夏季奧運會比賽的奧古斯托·拉莫斯·蘇亞雷斯之前沒有參加過任何知名的體育賽事，不過他卻因為獲得外卡邀請而取得在北京奧運參賽的資格。本來他要參加男子馬拉松比賽，和另外97名運動員同場較量，然而最後他和另外2名運動員都成為了沒有開始比賽的選手。

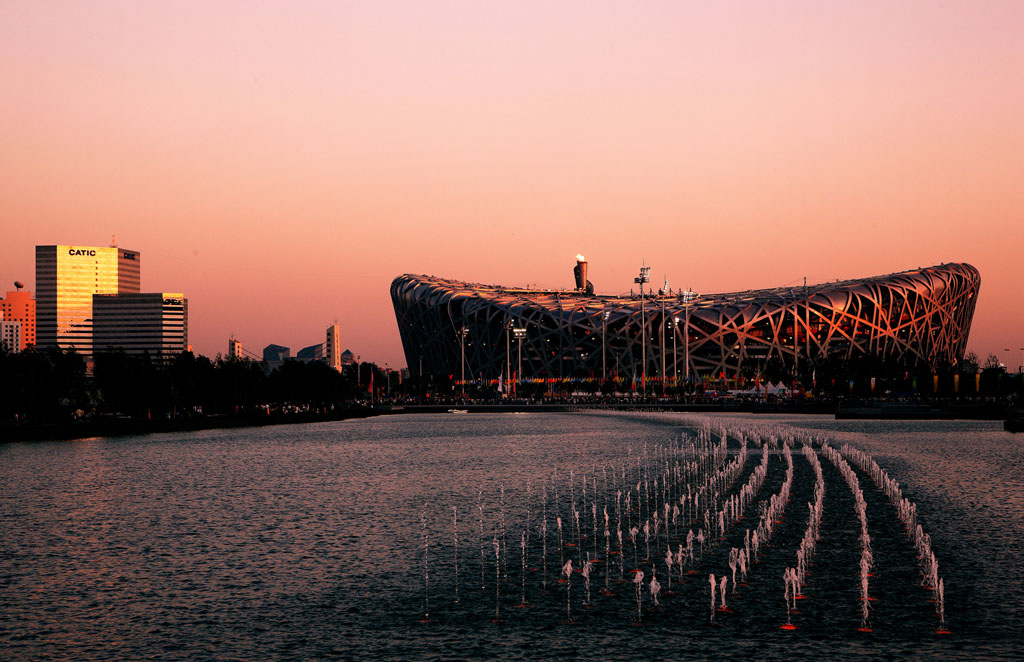
國家體育場是蘇亞雷斯和西梅內斯參加的奧運馬拉松賽事的終點

同樣首次在夏季奧運會參賽的瑪麗安娜·迪亞斯·西梅內斯是在北京奧運開幕禮舉起東帝汶國旗的人，並以此聞名。她的個人最佳成績是3分22.03秒，比她參與的項目的「B」參賽標準慢了40.03秒，因此她要憑着自己收到的外卡取得北京奧運的參賽資格。西梅內斯在8月17日與另外81名選手一起參加女子馬拉松賽事，不過她在半途卻因為左腳受傷而成為13名未能完成賽事的選手當中的一員。
釋義
- DNS：未開始作賽
- DNF：未完成賽事

男子
| 運動員                   | 項目   | 決賽 | 決賽 |
| 運動員                   | 項目   | 時間 | 排名 |
| ------------------------ | ------ | ---- | ---- |
| 奧古斯托·拉莫斯·蘇亞雷斯 | 馬拉松 | DNS  | DNS  |

女子
| 運動員                   | 項目   | 決賽 | 決賽 |
| 運動員                   | 項目   | 時間 | 排名 |
| ------------------------ | ------ | ---- | ---- |
| 瑪麗安娜·迪亞斯·西梅內斯 | 馬拉松 | DNF  | DNF  |